# Ус, Виктор Георгиевич

Мемориальная доска Усу В. Г.

Ви́ктор Гео́ргиевич Ус (16 сентября 1920 года, Омск — 16 января 1991 года, Новосибирск) — советский военный моряк, участник Великой Отечественной войны, Герой Советского Союза.

## Биография
Родился 16 сентября 1920 года в семье рабочего. После окончания семилетней школы работал в авиамастерских учеником сборщика, затем токарем на Сибзаводе.
В мае 1940 года призван в ряды РККА, направлен в Махачкалинскую морскую школу пограничников. По её окончании в 1941 году начал войну во флотском экипаже Севастополя.
Во время Сталинградской битвы служил рулевым бронекатера 103-го отряда бронекатеров Азовской военной флотилии. Бесчисленное количество раз под вражеским огнём совершал рейды через Волгу: переправлял боеприпасы, людей, продовольствие. В один из боевых дней экипаж катера остался без командира и нескольких матросов, а Виктор Ус был тяжело ранен. Несмотря на это, он принял на себя командование катером, прорвался через ураганный огонь противника и обеспечил выполнение боевого задания.
В октябре 1942 года, когда потребовалось срочно установить проводную связь базы бронекатеров с корректировочным пунктом на правом берегу Волги, добровольно вызвался выполнить задание: с катушкой провода на спине он переплыл Волгу под неприятельским огнём, и телефонная связь была установлена.
Во время боёв за Сталинград вступил в ВЛКСМ.
В ноябре 1943 года под шквальным огнём гитлеровцев совершил несколько рейсов через Керченский пролив, доставляя на плацдарм бойцов и боеприпасы. 9 ноября 1943 года при подходе к месту высадки бронекатер был повреждён взрывами снарядов и затонул. Вместе с ним пошли на дно и ящики с боеприпасами, столь необходимыми для прорыва обороны противника. Под огнём врага сорок раз нырял в ледяную воду, подняв из затопленного трюма все ящики с боеприпасами, которые затем были благополучно доставлены на плацдарм.
Указом Президиума Верховного Совета СССР «О присвоении звания Героя Советского Союза офицерскому, старшинскому и рядовому составу Военно-Морского флота» от 22 января 1944 года за «форсирование Керченского пролива, высадку десантных войск и переброску техники на Керченский полуостров и проявленные при этом отвагу и геройство» удостоен звания Героя Советского Союза с вручением ордена Ленина и медали «Золотая Звезда» (№ 2907).
В августе 1944 года В. Г. Ус форсировал Днестровский лиман, принимал участие в прорыве на Дунай и освобождении придунайских городов Румынии, Болгарии, Югославии, Венгрии.
В 1946 году был демобилизован, работал в Омске мастером инструментального цеха на Сибзаводе, затем переехал в Новосибирск, там он работал инженером на заводе литейных машин и автоматических линий. После войны приезжал в Керчь, встречался с горожанами, молодёжью, рассказывал о боях за освобождение Крыма.
Скончался 16 января 1991 года. Похоронен на Заельцовском кладбище в Новосибирске.

## Память
- В Новосибирске на Затулинском жилмассиве на доме по адресу улица Сибиряков-гвардейцев 59, где жил Виктор Георгиевич, в его честь установлена мемориальная доска.
- В Новосибирске в честь Виктора Уса названа улица.
- В Анапе установлен бюст Героя.